# Kiowa-Tanotalen

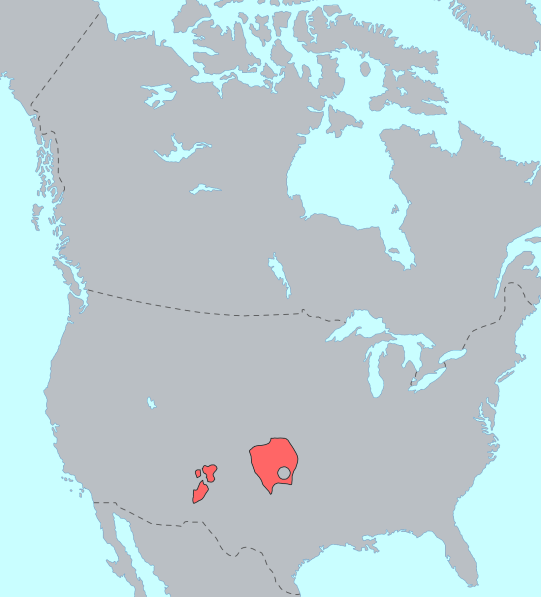
Oorspronkelijke verbreiding van Kiowa-Tanotalen, met links de Pueblotalen en rechts Kiowa.

De Kiowa-Tanotalen, ook Tano-Kiowatalen of Tanotalen genoemd, vormen een taalfamilie van zeven indiaanse talen, gesproken in de Amerikaanse staten New Mexico, Kansas, Oklahoma en Texas door de Kiowa en enkele pueblovolken. Kiowa wordt voornamelijk gesproken in het zuidwesten van Oklahoma, de overige talen in de pueblo's van met name New Mexico.
De familie bestaat uit de volgende talen:
| Noordelijk Tiwa | \| \| Taos: 803 sprekers (volkstelling van 1980) \| \| \| \| \| \| Picuris: 101 sprekers (volkstelling van 1990) \| \| \| \| |
|                 | \| \| Taos: 803 sprekers (volkstelling van 1980) \| \| \| \| \| \| Picuris: 101 sprekers (volkstelling van 1990) \| \| \| \| |
|                 | Southern Tiwa: 1.732 sprekers                                                                                                |
|                 | |
|                 | ? Piro (uitgestorven) |
|                 | |
|                 | Taos: 803 sprekers (volkstelling van 1980)                                                                                   |
|                 | |
|                 | Picuris: 101 sprekers (volkstelling van 1990)                                                                                |
|                 | |

|  | Taos: 803 sprekers (volkstelling van 1980)    |
|  |                                               |
|  | Picuris: 101 sprekers (volkstelling van 1990) |
|  |                                               |

| Noordelijk Tiwa | \| \| Taos: 803 sprekers (volkstelling van 1980) \| \| \| \| \| \| Picuris: 101 sprekers (volkstelling van 1990) \| \| \| \| |
|                 | \| \| Taos: 803 sprekers (volkstelling van 1980) \| \| \| \| \| \| Picuris: 101 sprekers (volkstelling van 1990) \| \| \| \| |
|                 | Southern Tiwa: 1.732 sprekers                                                                                                |
|                 | |
|                 | ? Piro (uitgestorven) |
|                 | |
|                 | Taos: 803 sprekers (volkstelling van 1980)                                                                                   |
|                 | |
|                 | Picuris: 101 sprekers (volkstelling van 1990)                                                                                |
|                 | |

|  | Taos: 803 sprekers (volkstelling van 1980)    |
|  |                                               |
|  | Picuris: 101 sprekers (volkstelling van 1990) |
|  |                                               |

Kiowa en Jemez vormen mogelijk een samen een subgroep van de Kiowa-Tanotalen, evenals Tiwa en Tewa. Verschillende taalkundigen hebben verondersteld dat de Kiowa-Tanotalen in de verte verwant zijn aan de Uto-Azteekse talen.